# Заксен
Заксен (нем. Saxen) — ярмарочная коммуна (нем. Marktgemeinde) в Австрии, в федеральной земле Верхняя Австрия. 
Входит в состав округа Перг.  Население составляет 1739 человек (на 31 декабря 2005 года). Занимает площадь 19 км². Официальный код  —  41123.

## Политическая ситуация
Бургомистр коммуны — Эрнст Хаслингер (АПС) по результатам выборов 2003 года.
Совет представителей коммуны (нем. Gemeinderat) состоит из 19 мест.
- АНП занимает 8 мест.
- СДПА занимает 6 мест.
- АПС занимает 5 мест.